# 米蘭—博洛尼亞高速鐵路

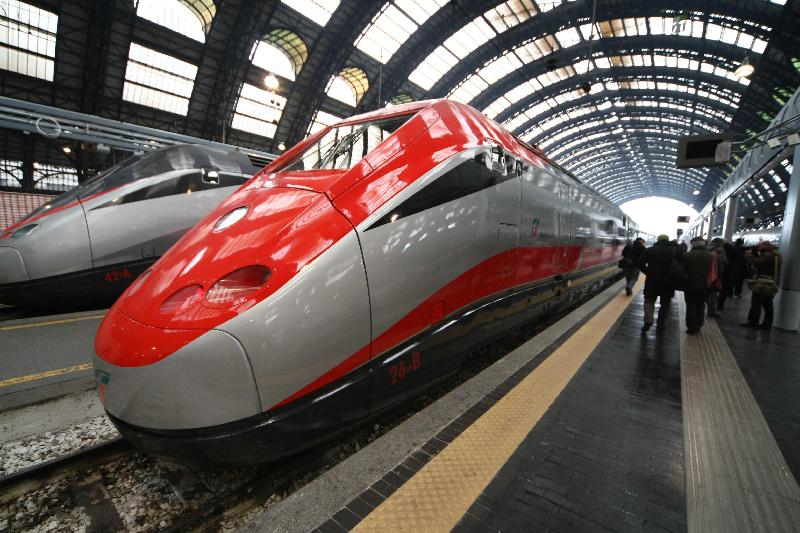
高速列車ETR500停靠米蘭中央車站

米蘭－博洛尼亞高速鐵路（義大利語：Ferrovia ad alta velocità Milano-Bologna）是一條連結米蘭與博洛尼亞的鐵路線，是意大利高速鐵路網絡的一部分。此線與歷史上米蘭至博洛尼亞的南北鐵路平行，而其本身則是沿着古羅馬道路：艾米利亞大道。新鐵路大致沿A1高速公路行走。
路線在米蘭外圍的部分在1997年通車。博洛尼亞和摩德納之間15公里的路段在2006年9月開始貨運，2007年10月開始客運。餘下的部分在2008年12月13日開放以配合歐洲鐵路時刻表的更改。博洛尼亞車站的地下層在2013年6月8日啟用。